# Europawahl in Dänemark 1999
Die Europawahl in Dänemark 1999 fand am 10. Juni 1999 im Rahmen der EU-weit stattfindenden Europawahl 1999 statt. In Dänemark wurden 16 der 626 Sitze vergeben. Die Wahlbeteiligung lag bei 50,5 %.

## Ausgangslage

### Scheidendes Parlament
| Fraktion                       | Fraktion                                              | Mandate | Partei                 | Partei                      | Mandate |
| ------------------------------ | ----------------------------------------------------- | ------- | ---------------------- | --------------------------- | ------- |
|                                | Liberale und Demokratische Fraktion                   | 5 / 16  |                        | Venstre                     | 4 / 16  |
|                                | Liberale und Demokratische Fraktion                   | 5 / 16  | Radikale Venstre       | 1 / 16                      |         |
|                                | Fraktion der Sozialdemokratischen Partei Europas      | 4 / 16  |                        | Socialdemokraterne          | 4 / 16  |
|                                | Fraktion der Unabhängigen für das Europa der Nationen | 4 / 16  |                        | JuniBevægelsen              | 2 / 16  |
|                                | Fraktion der Unabhängigen für das Europa der Nationen | 4 / 16  | Folkebevægelsen mod EU | 2 / 16                      |         |
|                                | Fraktion der Europäischen Volkspartei                 | 3 / 16  |                        | Det Konservative Folkeparti | 3 / 16  |
|                                |                                                       |         |                        |                             |         |
| Quelle: Europäisches Parlament |                                                       |         |                        |                             |         |

### Listen und Parteien
| N. | Liste | Liste                            | Europapartei |
| -- | ----- | -------------------------------- | ------------ |
| A  |       | Socialdemokraterne (S)           | SPE          |
| B  |       | Radikale Venstre (RV)            | ELDR         |
| C  |       | Det Konservative Folkeparti (KF) | EVP          |
| D  |       | Centrum-Demokraterne (CD)        | –            |
| F  |       | Socialistisk Folkeparti (SF)     | –            |
| J  |       | JuniBevægelsen                   | –            |
| N  |       | Folkebevægelsen mod EU           | –            |
| O  |       | Dansk Folkeparti (DF)            | –            |
| Q  |       | Kristeligt Folkeparti (KFP)      | –            |
| V  |       | Venstre (V)                      | ELDR         |
| Z  |       | Fremskridtspartiet (Frp)         | –            |

## Ergebnis
Die Sitze wurden nach dem D’Hondt-Verfahren vergeben. Dabei waren jeweils die Listen J und N sowie C, D und V verbunden.
| Listen                       | Listen                  | Stimmen   | %    | +/-  | Mandate | +/- |
| ---------------------------- | ----------------------- | --------- | ---- | ---- | ------- | --- |
|                              | Venstre                 | 460.834   | 23,4 | +4,4 | 5       | +1  |
|                              | Socialdemokraterne      | 324.256   | 16,5 | +0,6 | 3       | ±0  |
|                              | JuniBevægelsen          | 317.508   | 16,1 | +0,9 | 3       | +1  |
|                              | Radikale Venstre        | 180.089   | 9,1  | +0,7 | 1       | ±0  |
|                              | Konservative Folkeparti | 166.884   | 8,5  | –9,3 | 1       | –2  |
|                              | Folkebevægelsen mod EU  | 143.709   | 7,3  | –3,0 | 1       | –1  |
|                              | Socialistisk Folkeparti | 140.053   | 7,1  | –1,5 | 1       | ±0  |
|                              | Dansk Folkeparti        | 114.865   | 5,8  | Neu  | 1       | Neu |
|                              | Centrum-Demokraterne    | 68.717    | 3,5  | +2,6 | –       | ±0  |
|                              | Kristeligt Folkeparti   | 39.128    | 2,0  | +0,7 | –       | ±0  |
|                              | Fremskridtspartiet      | 14.233    | 0,7  | –2,1 | –       | ±0  |
| Gesamt                       | Gesamt                  | 1.970.276 | 100  |      | 16      | –   |
|                              |                         |           |      |      |         |     |
| Ungültige Stimmen            | Ungültige Stimmen       | 53.030    | 2,6  |      |         |     |
| Wähler                       | Wähler                  | 2.023.306 | 50,5 |      |         |     |
| Wahlberechtigte              | Wahlberechtigte         | 4.009.594 |      |      |         |     |
|                              |                         |           |      |      |         |     |
| Quelle: Indenrigsministeriet |                         |           |      |      |         |     |

## Fraktionen im Europäischen Parlament
| Partei                         | Partei                      | Mandate | Fraktion |
| ------------------------------ | --------------------------- | ------- | -------- |
|                                | Venstre                     | 5 / 16  | ELDR     |
|                                | Socialdemokraterne          | 3 / 16  | SPE      |
|                                | JuniBevægelsen              | 3 / 16  | EDD      |
|                                | Radikale Venstre            | 1 / 16  | ELDR     |
|                                | Det Konservative Folkeparti | 1 / 16  | EVP-ED   |
|                                | Folkebevægelsen mod EU      | 1 / 16  | EDD      |
|                                | Socialistisk Folkeparti     | 1 / 16  | GUE/NGL  |
|                                | Dansk Folkeparti            | 1 / 16  | UEN      |
|                                |                             |         |          |
| Quelle: Europäisches Parlament |                             |         |          |